# Michell Stella
Michel Stella (nacido como Yeferson Michel Stella el 9 de diciembre de 2002 en San Cristóbal, Venezuela) es un modelo y activista venezolano reconocido por su trabajo en la moda y su apoyo a los derechos de la comunidad LGBTQ.

## Carrera
Stella comenzó su carrera en el mundo de la moda tras emigrar a Estados Unidos en 2023 . Su trabajo cobró relevancia cuando fue descubierto en Times Square, Nueva York, mientras producía contenido para sus redes sociales. Desde entonces, ha participado en varios desfiles y eventos destacados , incluyendo la Semana de la Moda de Nueva York  en septiembre de 2024, donde trabajó con diseñadores como Agatha Ruiz de la Prada  y Carlos Pineda.
En 2024, Stella apareció en la portada de publicaciones como MOB en Canadá y la revista 17:23. Además, su trabajo fue incluido en la plataforma Photo Vogue  de la revista Vogue. Su trayectoria ha sido reconocida por medios internacionales, como BBC, People en Español, Telemundo, Diario La Nación, Semana, y Noticias Caracol, que han destacado su historia de superación y su labor en defensa de los derechos LGBTQ.
Michel Stella continúa usando su presencia pública para promover la inclusión y los derechos de la comunidad LGBTQ, consolidándose como una figura influyente tanto en la moda como en el activismo social.